# Giovanni I di Boemia
Giovanni di Lussemburgo (in lussemburghese: Jang de Blannen; in tedesco: Johann der Blinde von Luxemburg; in boemo: Jan Lucemburský; 12 agosto 1296 – Crécy-en-Ponthieu, 26 agosto 1346) fu re di Boemia (con il nome di Giovanni, Jan, I dal 1310 al 1346) e conte di Lussemburgo (dal 1313 al 1346).

## Biografia
Figlio dell'Imperatore del Sacro Romano Impero Arrigo VII e di Margherita di Brabante, figlia di Giovanni I di Brabante, il 30 agosto 1310, a Spira, Giovanni, a 14 anni, sposò Elisabetta di Boemia, di circa diciotto, figlia di Venceslao II di Boemia e sorella minore dell'ultimo re di Boemia della discendenza dei Přemyslidi, Venceslao III di Boemia (assassinato nel 1306)

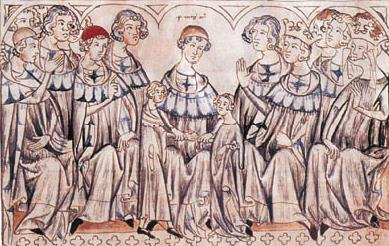
Matrimonio di Giovanni I di Lussemburgo e Elisabetta di Boemia, erede dei Přemyslidi a Spira nel 1310.

Poco prima delle nozze, l'imperatore Arrigo VII, padre di Giovanni, aveva deposto dal trono boemo Anna di Boemia, sorella di Elisabetta, e il marito Enrico di Carinzia e Tirolo: per questo, poco dopo, Elisabetta e Giovanni ricevettero congiuntamente il titolo di re di Boemia. Dopo una settimana i giovani sposi partirono per la Boemia con un esercito tedesco e boemo e a dicembre entrarono a Praga, da cui fuggiva Enrico di Carinzia, e subito dopo vennero incoronati. Giovanni riuscì ad ottenere dal duca d'Austria Federico I d'Asburgo la Moravia, che annesse al regno di Boemia.
Alla morte del padre, nel 1313, inizialmente fu tra i pretendenti alla corona imperiale; ma l'anno dopo si tenne l'elezione e vi fu una doppia elezione: un Wittelsbach, Ludovico il Bavaro e un Asburgo, Federico I il Bello; Giovanni si schierò con Ludovico e lo sostenne fedelmente anche quando gli Asburgo invasero la Baviera (1322); allora Ludovico appoggiato da Giovanni, reagì e affrontò Federico che fu sconfitto e fatto prigioniero nella battaglia di Mühldorf (28 settembre 1322).
Ma la riconoscenza del nuovo imperatore verso Giovanni fu pressoché nulla e, anzi ostacolò il suo piano di insediare nel Ducato di Carinzia e Tirolo il figlio cadetto Giovanni Enrico di Lussemburgo, che aveva sposato Margherita Maultasch, l'erede di Enrico di Carinzia e Tirolo. Infatti, alla morte del duca Enrico (1335), per decisione imperiale il ducato venne assegnato agli Asburgo, che riuscirono ad insediarsi solo in Carinzia, perché il Tirolo si ribellò e riconobbe come duca Giovanni Enrico e Margherita. Il 22 agosto dello stesso anno Giovanni I, accompagnato dal figlio Carlo, concluse a Trenčín con il re di Polonia Casimiro il Grande, l'omonimo trattato, con il quale il re polacco rinunciava per sempre alle sue pretese sulla Slesia. Nello stesso periodo, accettò di prendere parte alla campagna avviata dai cavalieri teutonici nel Granducato di Lituania, recandosi per due volte in Samogizia assieme alle sue truppe.
Quando, nel 1341, i rapporti tra Giovanni Enrico e Margherita si guastarono, l'imperatore, Ludovico il Bavaro, ne approfittò per schierarsi contro Giovanni e - dopo che Margherita aveva allontanato dal Tirolo il marito e resistito ad un attacco del fratello di Giovanni Enrico, Carlo - favorì il matrimonio tra Margherita ed il proprio figlio, Ludovico di Brandeburgo. Questo matrimonio fu disapprovato dal papa Benedetto XII e poi dal papa Clemente VI e suscitò grande scalpore in tutta Europa. 

Cimiero del Principe di Galles che secondo la leggenda sarebbe derivato dal cimiero e dalla divisa di Giovanni I il Ceco..

Giovanni, che aveva sempre cercato di cucire i rapporti tra impero e papato da allora lavorò affinché i rapporti tra il papa e l'imperatore precipitassero e nel corso del 1345, Clemente VI prese in considerazione l'idea di deporre l'imperatore. Nell'aprile del 1346 il papa emise una bolla in cui l'imperatore era colpito da maledizione eterna e i suoi discendenti non potevano ricoprire cariche pubbliche; contemporaneamente Giovanni raggiunse un accordo con il papa che prevedeva che il figlio Carlo sarebbe stato il nuovo imperatore, e intanto, a luglio, veniva eletto reggente dai grandi elettori tedeschi.

## La battaglia di Crécy

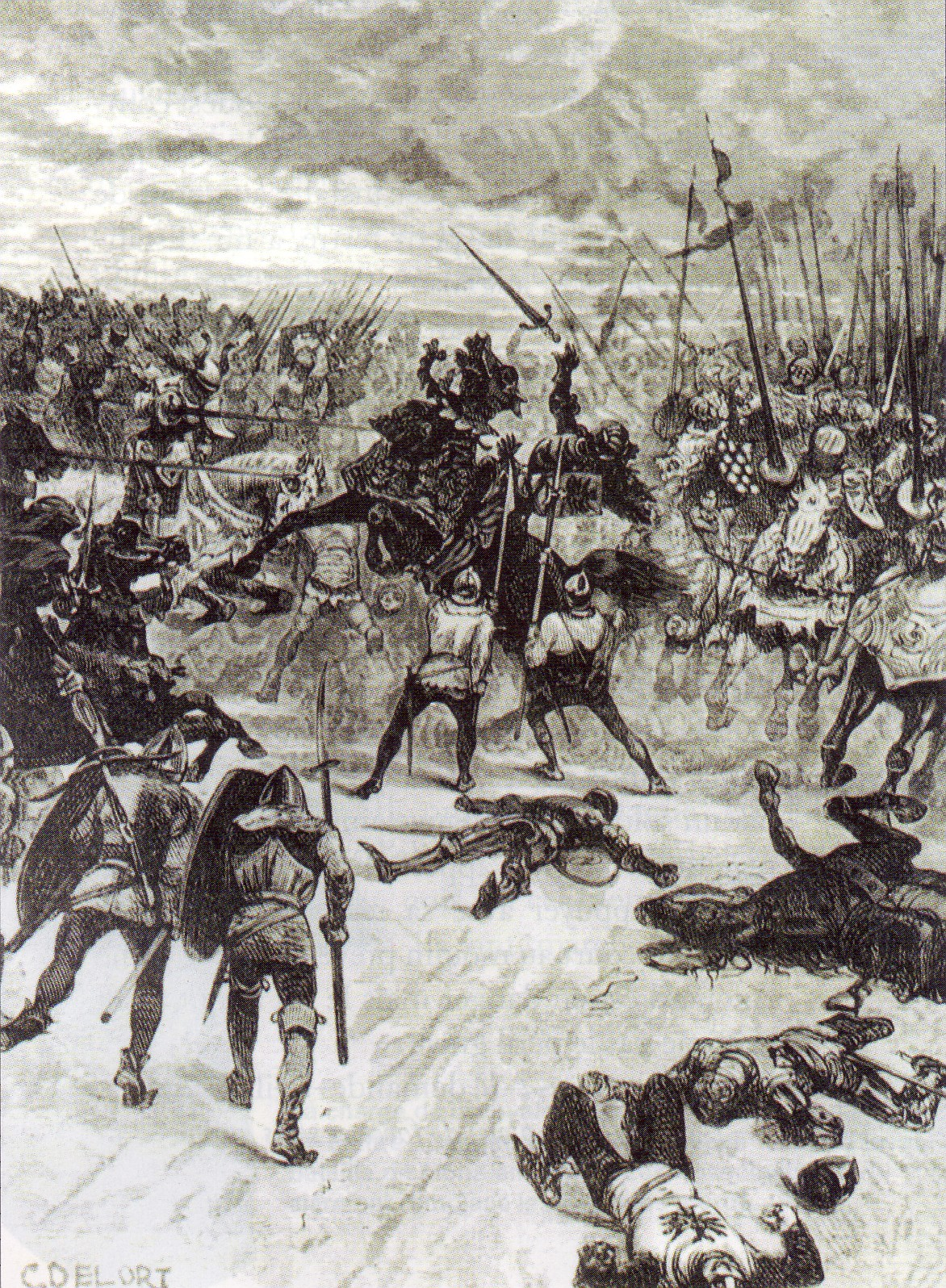
La morte di Giovanni I di Lussemburgo

Subito dopo l'elezione Giovanni e il figlio raggiunsero il re di Francia, Filippo VI, che aveva richiesto il loro aiuto. Giovanni, sofferente da alcuni anni di problemi alla vista, che l'avevano portato a una quasi totale cecità, poche settimane dopo perse la vita, partecipando alla battaglia di Crécy.
Giovanni I appresa che la situazione si era resa disperata prese la decisione di attaccare i nemici inglesi in una cavalleresca, ma al tempo stesso suicida carica di cavalleria pur di salvare l'onore:
(Giovanni I di Boemia)
I cronisti dell'epoca raccontarono che il suo corpo fu ritrovato il giorno dopo sul campo di battaglia, mentre altri che il re ferito fu raccolto dagli inglesi ma, che nonostante le cure, morì nella tenda di re Edoardo III.
Giovanni era un principe francese e non amò la Boemia ed a loro volta gli abitanti del suo regno considerarono il sovrano uno straniero. Infatti il Lussemburgo e la moglie Elisabetta passarono anche anni senza recarsi in Boemia. Anzi, dopo che rimase vedovo (1330), Giovanni delegò il figlio maschio primogenito, Carlo, a governare lo stato e, nel 1334, si sposò, in seconde nozze, con Beatrice, figlia di Luigi, primo duca di Borbone.
Comunque Giovanni di Boemia fu un cavaliere errante che oltre a frequentare i suoi domini, Lussemburgo e Boemia fu presente in Slesia, Polonia, Germania, Tirolo, Italia, Lituania e ovviamente in Francia, dove fu governatore della Linguadoca dal 1338 al 1341.

## Discendenza
Giovanni dalla prima moglie, Elisabetta di Boemia, ebbe sette figli:
1. Margherita (8 luglio 1313–11 luglio 1341, Praga), il 12 agosto 1328 sposò a Straubing il duca di Bassa Baviera, Enrico XIV di Baviera.
2. Bona (battezzata Jutta o Giuditta) (21 maggio 1315–11 settembre 1349, Maubuisson), sposò a Melun il 6 agosto 1332 il Re di Francia, Giovanni II il Buono.
3. Carlo (14 maggio 1316–29 novembre 1378), re di Boemia e imperatore del Sacro Romano Impero.
4. Ottokaro ("Otto") (22 novembre 1318–20 aprile 1320), principe di Boemia.
5. Giovanni Enrico (Jan Jindřich) (12 febbraio 1322, Mělník–12 novembre 1375), margravio di Moravia e conte del Tirolo.
6. Anna (1323–3 settembre 1338), gemella di Isabella, sposò il 16 febbraio 1335 il duca d'Austria, Ottone IV d'Asburgo.
7. Isabel (1323–1324), gemella di Anna.

Giovanni dalla seconda moglie, Beatrice di Borbone, ebbe due figli:
1. Venceslao (25 febbraio 1337, Praga–7 dicembre 1383, Lussemburgo), duca di Lussemburgo e duca di Brabante e Limburgo.
2. Bona.

Da una donna sconosciuta, Giovanni ebbe anche un figlio illegittimo, Nicola di Lussemburgo (Praga, 1322 – Belluno, 30 luglio 1358), che divenne Patriarca di Aquileia nel 1350.

## Ascendenza
|                           |                        |                          | Genitori                    |  |  | Nonni |  |  | Bisnonni                |  |  | Trisnonni                |  |
|                           |                        |                          |                             |  |  |       |  |  | Enrico V di Lussemburgo |  |  | Valerano III di Limburgo |  |
|                           |                        |                          |                             |  |  |       |  |  | Enrico V di Lussemburgo |  |  | Valerano III di Limburgo |  |
|                           |                        | Ermesinda di Lussemburgo |                             |  |  |       |  |  | Enrico V di Lussemburgo |  |  |                          |  |
| Enrico VI di Lussemburgo  |                        |                          |                             |  |  |       |  |  | Enrico V di Lussemburgo |  |  |                          |  |
|                           |                        | Margherita di Bar        | Enrico II di Bar            |  |  |       |  |  |                         |  |  |                          |  |
|                           |                        | Margherita di Bar        | Enrico II di Bar            |  |  |       |  |  |                         |  |  |                          |  |
|                           |                        | Margherita di Bar        | Philippa di Dreux           |  |  |       |  |  |                         |  |  |                          |  |
| Enrico VII di Lussemburgo |                        | Margherita di Bar        |                             |  |  |       |  |  |                         |  |  |                          |  |
|                           |                        | Baudoin d'Avesnes        | Burcardo d'Avesnes          |  |  |       |  |  |                         |  |  |                          |  |
|                           |                        | Baudoin d'Avesnes        | Burcardo d'Avesnes          |  |  |       |  |  |                         |  |  |                          |  |
|                           |                        | Baudoin d'Avesnes        | Margherita II delle Fiandre |  |  |       |  |  |                         |  |  |                          |  |
| Beatrice d'Avesnes        |                        | Baudoin d'Avesnes        |                             |  |  |       |  |  |                         |  |  |                          |  |
|                           |                        | Félicité di Coucy        | Thomas II di Coucy          |  |  |       |  |  |                         |  |  |                          |  |
|                           |                        | Félicité di Coucy        | Thomas II di Coucy          |  |  |       |  |  |                         |  |  |                          |  |
|                           |                        | Félicité di Coucy        | Mahaut di Rethel            |  |  |       |  |  |                         |  |  |                          |  |
| Giovanni I di Boemia      |                        | Félicité di Coucy        |                             |  |  |       |  |  |                         |  |  |                          |  |
|                           | Enrico III di Brabante | Enrico II di Brabante    |                             |  |  |       |  |  |                         |  |  |                          |  |
|                           | Enrico III di Brabante | Enrico II di Brabante    |                             |  |  |       |  |  |                         |  |  |                          |  |
|                           | Enrico III di Brabante | Maria di Svevia          |                             |  |  |       |  |  |                         |  |  |                          |  |
| Giovanni I di Brabante    | Enrico III di Brabante |                          |                             |  |  |       |  |  |                         |  |  |                          |  |
|                           |                        | Alice di Borgogna        | Ugo IV di Borgogna          |  |  |       |  |  |                         |  |  |                          |  |
|                           |                        | Alice di Borgogna        | Ugo IV di Borgogna          |  |  |       |  |  |                         |  |  |                          |  |
|                           |                        | Alice di Borgogna        | Yolanda di Dreux            |  |  |       |  |  |                         |  |  |                          |  |
| Margherita di Lussemburgo |                        | Alice di Borgogna        |                             |  |  |       |  |  |                         |  |  |                          |  |
|                           |                        | Guido di Dampierre       | Guglielmo II di Dampierre   |  |  |       |  |  |                         |  |  |                          |  |
|                           |                        | Guido di Dampierre       | Guglielmo II di Dampierre   |  |  |       |  |  |                         |  |  |                          |  |
|                           |                        | Guido di Dampierre       | Margherita II delle Fiandre |  |  |       |  |  |                         |  |  |                          |  |
| Marguerite de Dampierre   |                        | Guido di Dampierre       |                             |  |  |       |  |  |                         |  |  |                          |  |
|                           |                        | Mathilde di Bethune      | Robert VII di Bethune       |  |  |       |  |  |                         |  |  |                          |  |
|                           |                        | Mathilde di Bethune      | Robert VII di Bethune       |  |  |       |  |  |                         |  |  |                          |  |
|                           |                        | Mathilde di Bethune      | Elisabeth di Morialmez      |  |  |       |  |  |                         |  |  |                          |  |
|                           |                        | Mathilde di Bethune      |                             |  |  |       |  |  |                         |  |  |                          |  |

## Curiosità
- Giovanni è citato nella epistola VII di Dante Alighieri al padre Enrico VII come suo successore sul trono imperiale[7].
- Secondo l'ipotesi di Filippo Bognini[8], Giovanni di Boemia potrebbe essere nascosto nel "cinquecento diece e cinque" di Dante Purg. XXXIII, destinato a sconfiggere i nemici del poeta, la Firenze corrotta e degenerata e il suo signore (dal 1º maggio 1313) Roberto d'Angiò, che in effetti era stato condannato a morte proprio dai giuristi del padre Enrico VII (l'ipotesi è sempre avanzata da F. Bognini[9], secondo il quale le due figure sarebbero simboleggiate dalla puttana e dal gigante di Purg. XXXII, elemento sinora non considerato dalla interpretazione tradizionale, che in essi ha sempre visto la Curia corrotta e Filippo il Bello re di Francia). La storia però andò diversamente: Giovanni non venne mai eletto "re dei Romani" - perché si affermarono le più forti candidature di Ludovico il Bavaro e Federico d'Asburgo, dei quali com'è noto prevalse manu militari il primo - e quindi gli auspici del poeta non vennero realizzati, influenzando così anche l'esegesi successiva.